# キリスト教用語一覧

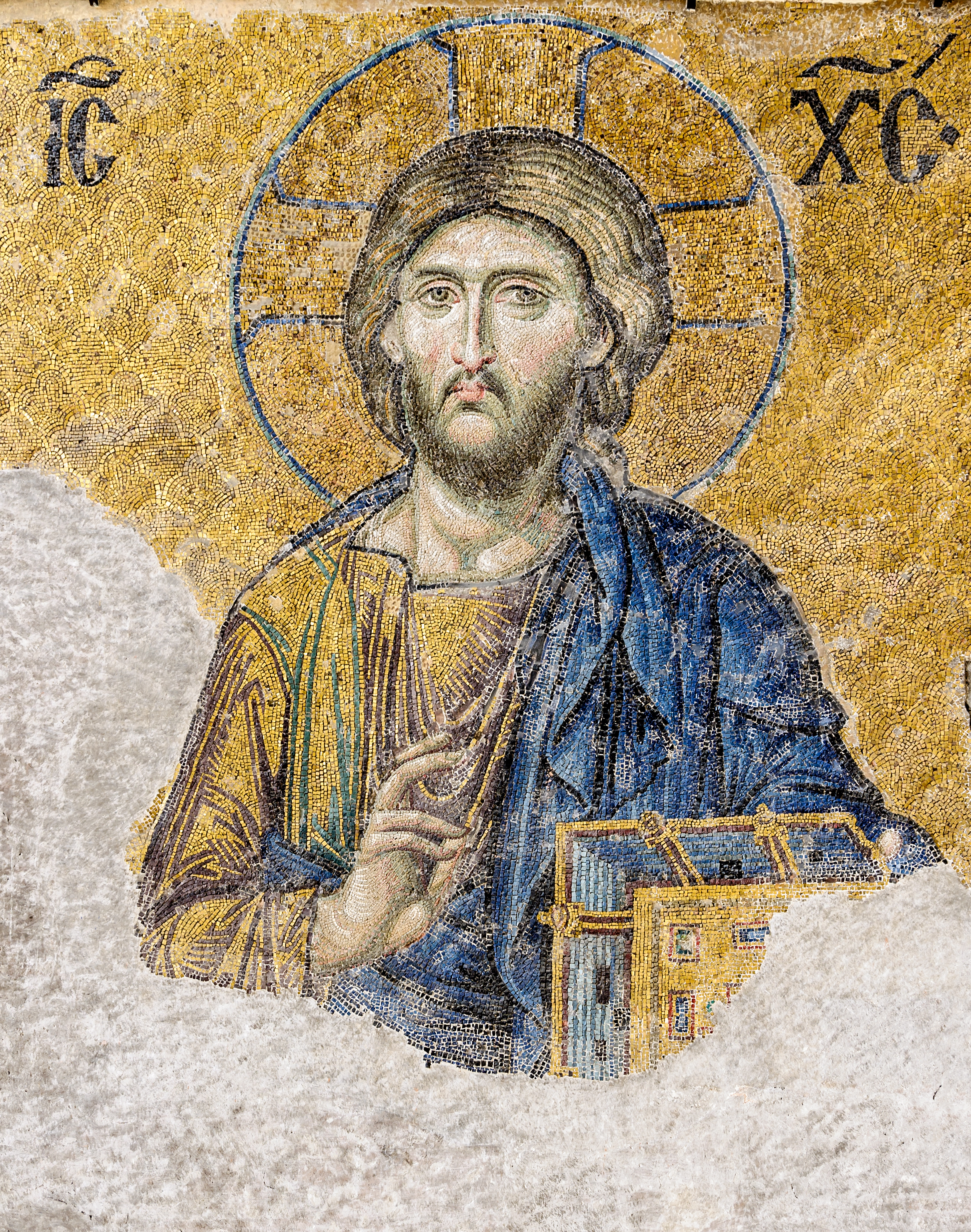
イエス・キリスト像、12世紀
アギア・ソフィア大聖堂（イスタンブール）

キリスト教用語一覧（キリストきょうようごいちらん）では、キリスト教に関係する用語の一覧を示す。
INDEX

あ い う え お

か き く け こ

さ し す せ そ

た ち つ て と

な に ぬ ね の

は ひ ふ へ ほ

ま み む め も

や ゆ よ

ら り る れ ろ

わ

英数字

一覧記事

## あ行

### あ
アーメン - 愛 - アイルランド聖公会 - アヴィニョン捕囚 - アヴェ・マリア - アウグスティヌス - 
贖い - アガペー - 悪魔 - 悪魔憑き - 
アッシジのフランチェスコ - アシュタロス - 
アタナシオス - アダムとイヴ - アドベント - 
アナバプテスト - 
アバドン - アブラハム - アブラハムの宗教 - アヴェロエス - アヴィケンナ - アポクリファ - 
アーミッシュ - アメイジング・グレイス - アメリカ正教会 - アモン人 - 
アリストテレス - アルクィン - アルシエル - アルメニア使徒教会 - アルビジョア十字軍 - アルミニウス主義  - アレイオス派 - アルベルトゥス・マグヌス - アレクサンドリア - アレクサンドリアのクレメンス - アレクサンドリアのフィロン - アレッサンドロ・ヴァリニャーノ - 荒野の誘惑 - 
アングリカン・コミュニオン - アンセルムス - 安息日 - アンティオキア - 大アントニオス - アンブロジウス -

### い
イイススの祈り - イエス・キリスト - イエス・キリストのたとえ話 - イエスの奇跡 - イエスの洗礼 - イエズス会 -  
イギリス国教会 - イクトゥス - イグナチオ・デ・ロヨラ - 異言-
イコノクラスム - イコノスタシス - イコン - 
イサク - イスカリオテのユダ - イスラエル - イスラム教 - イタリアのキリスト教 - 異端 - 異端審問 - 一般恩寵 - 
イヴ・コンガール - イレネオ - 
インジール

### う
ヴァレンティヌス派 -  ウィクリフ - ウィリアム・ティンダル - ウェールズ聖公会 - ヴォルムス協約 - ヴルガータ -ウリエル - ウルビ・エト・オルビ

### え
詠隊 - エウアンゲリオン - エイレナイオス - エウセビオス - 
エキュメニカル - エキュメニズム - エクソシスト - エジプトのマカリオス - 
枝の主日 - エチオピア正教会 - エッセネ派 - エデンの園 - 
エピファニー - エホバ - エホバの証人 - 
エラスムス - エリウゲナ - エルサレム - エルサレム王国 - エルサレム教会 - エルサレム神殿 -

### お
大浦天主堂 - 黄金律 - 大友宗麟 - 大斎 (おおものいみ) - オクシリンコス・パピルス - オッカムのウィリアム - オラショ -オリゲネス - オルレアンの乙女 - 恩恵

## か行

### か
改革長老教会 - 戒規 - 改革派教会 - カイサリア - 会衆 -回心- 回勅 - 外典　- 会衆派教会 - 解放の神学 -
隠された宝のたとえ - 隠れキリシタン - 
カタリ派 - カテドラル - カトリック教会 - カトリック中央協議会 - 
カナン - 金持ちとラザロ - カノン - 
ガブリエル - 
神 - 神の愛の宣教者会 - 神の王国 - 神の子 - 神の像と肖 - 神の母 - 神の長子
ガリカニスム - カリスマ運動 - ガリラヤ - カール・バルト - カール・ラーナー - カルケドン信条 - カルヴァン - カルメル会 - 
韓国のキリスト教 - カンタベリー大主教 - カンタベリー大司教 - カンタベリーのアウグスティヌス

### き
義 - 
義人 - 奇跡 -   
偽ディオニシウス・アレオパギタ - 義認論 -
擬マカリオス - 機密 - 
救済 - 救世軍 - 救世主 - 救世主イエス・キリスト - 旧約聖書 - 
教会 - 教会建築 - 教会大分裂 - 教会堂 - 教会博士 - 教会法 - 教区 - 教皇 - 教皇首位説 - 教皇不可謬説 - 教皇領 - 共働 - 教父 - 
キリシタン - キリシタン大名 - キリシタン版 - ギリシャ正教会 - 
キリスト - キリストの降誕 - キリストの昇天 - キリストの磔刑 - キリストの墓 - キリストを描いた映画 - キリスト教 - キリスト教根本主義 - キリスト教主義学校 - キリスト教の歴史 - キリスト教年表 - キリスト教民主主義 - キリスト教社会主義 - キリスト教右派 - キリスト教女子青年会 - キリスト教青年会 - キリスト教系の新宗教 - キリスト教民主同盟 - キリスト教綱要 - キリスト人間説 - キリスト論 -
キング牧師 - 欽定訳聖書

### く
偶像崇拝 - クエーカー -　グーテンベルク聖書　-
グノーシス主義 - クムラン -  
クリスチャン - クリスチャン・サイエンス - クリスチャン・シオニズム - クリスマス - クリュニー修道院 - グレゴリウス改革 - グレゴリオ聖歌　- グレゴリオ暦 - クレルヴォーのベルナルドゥス - グルジア正教会 - 黒い聖母 -

### け
景教 - 慶長遣欧使節 - 刑罰の身代わり論 - 契約の箱 - 獣の数字 - ケルト系キリスト教 - 堅信 - 原罪 - 原ニケア信条 - 元和の大殉教 - 権杖 -

### こ
ゴイセン - 公会議 - 公会議主義 - 公現祭 - 口語訳聖書 - 降誕 - 公同書簡 - 交読 - 荒野の誘惑 - 克肖者 - 
五旬節 - 
ゴスペル - 
告解 - 
コプト正教会 - コプト語 - 
ゴモラ - 
ゴルゴダの丘 - ゴリアテ - 
コンコルダート - コンスタンティヌス1世 - コンスタンディヌーポリ総主教庁 - コンボケーション - 根本主義 - コンマ・ヨハンネウム

## さ行

### さ
最後の晩餐 - 最後の審判 - 祭司 - 再洗礼派 - 祭壇 - 再臨 - サヴォナローラ - サウル - 
サグラダ・ファミリア - サクラメント - 
サタン - サドカイ派 - 
サベリウス主義 -
サマリア - サマリア人 - サマリアの女 - サムエル - サムソン -
サレジオ会 - サロメ - 
サン・ヴィクトル学派 - 山上の垂訓 - サンティアゴ・デ・コンポステーラ - サン・ピエトロ大聖堂 - サンヘドリン - 賛美歌 - 三位一体 -

### し
シェオル - シオン -    
死海 - 死海文書 - 司教 - 司教区 - 司教座聖堂 - 地獄 (キリスト教) - 
司祭 - 死者の日 - 四旬節 - シスター - システィーナ礼拝堂 - シスマ - 至聖三者 - 至聖所 - 
七十人訳聖書 - 自治正教会 - 十戒 - 執事 - 実体変化 - 失楽園 - 史的イエス -　熾天使 - 使徒 - 使徒行伝 - 使徒兄弟団 - 
シナイ山 - シナイのグレゴリオス -
詩篇 - 
島原の乱 - 地面の中で育つ種のたとえ - 熱心党のシモン - 
写本 - シャルトル学派 - ジャン・ジェルソン - ジャンヌ・ダルク - ジャンセニスム -
終末論 - 終油 - 修道院 - 修道会 - 修道士 - 修道女 - 宗教 - 宗教改革 - 宗教裁判 - 宗教的包括主義 - 十字架 - 十字軍 - 十二大祭 - 自由心霊派 - 自由主義神学 - 
主教 - 修行者マルコ - 守護天使 - 守護聖人 - 
首座主教 - 主人としもべのたとえ -
受胎告知 - 
受難 - 主の祈り - 主の晩さん - 
棕櫚の主日 - 
殉教 - 巡礼 -巡礼始祖 - 
掌院 - 誦経 (正教会) - 誦経者 - 生神女福音祭 - 昇天 - 少年十字軍 - 叙階 - 贖罪のキリスト勝利理論 - 贖罪の再現的見解 - 贖罪の充足理論 - 贖罪の身代金理論 - 贖宥状 - 助祭 - 処女懐胎 - ジョスカン・デ・プレ - 諸聖人の日 - 叙任権闘争 - ジョン・ウィクリフ -
シラ書 - シリア人イサクの禁欲的説教 - シリア正教会 - シリアのイサアク -
神学 - 神学校 - 『神学大全』 - 信仰覚醒運動 - 信仰義認 - 真珠商人のたとえ - 神成 (正教会) - 神殿奉献 - 新致命者 - 新トマス主義 - 神秘神学 (偽ディオニュシオス) - 神品 - 神品致命者 - 神父 - 新福音主義 - 新約聖書 - 新約聖書とイエスの歴史的受容 - 浸礼 - 神曲

### す
枢機卿 - 救い主 - 過越 - スコラ学 - スコットランド聖公会 - スペロニ派 -

### せ
聖遺物 - 
聖歌 - 聖骸布 - 政教条約 - 清教徒 - 聖金曜日 - 正教会 - 聖公会 - 聖告 - 聖痕 -  
聖餐 - 聖餐論 - 聖女 - 聖書 - 聖書学 - 聖書無謬説 - 聖職位階 - 聖職禄 - 聖人 - 聖槍 - 聖像 - 聖像禁止令 - 聖像破壊運動 - 聖戦 - 
聖体 - 聖体礼儀 - 聖地 - 正典 - 聖堂 - 聖土曜日 -
聖年 -  
聖杯 - 聖別 - 西方教会 - 聖母の被昇天 - 聖母マリア - 
聖名祝日 - 生命の樹 (旧約聖書) - 聖木曜日 -
聖ヨハネ騎士団 - 
西暦 - 聖霊 - 聖霊降臨 - 聖霊派 - 
世界教会協議会 - 世界基督教統一神霊協会 - 世界福音同盟 -
狭い門のたとえ - セミナリヨ -
セルビア正教会 -
宣教師 - 洗足木曜日 - 洗礼 - 洗礼者ヨハネ - 洗礼名 - 千年王国 -

### そ
総主教 - 創造論 - 創造科学 - ソドムとゴモラ - ソロモン王 - ソロモンの知恵 -

## た行

### た
大淫婦バビロン - 大韓聖公会 - 対抗改革 - 待降節 - 大罪 - 大斎 (だいさい) - 大司教 - 大主教 - 大聖堂 - 第二正典 - 第2バチカン公会議 - 太平天国の乱 - 対立教皇 -
托鉢修道会 - 
磔刑 - 
ダニエル -
ダビデ - 
魂 - ダマスコのヨハネ - 
単意論 - 単性説 - 単性論教会 - ダンテ・アリギエーリ -

### ち
知恵の樹 - 知恵文学 - 致命者 - チャペル - 長輔祭 -長老制 - 長老派教会

### つ
ツヴィングリ - 償い - 罪 -

### て
ディアスポラ - ディオクレティアヌス - ディダケー - デウス - テオトコス論争 - 
デキウス - テクストゥス・レセプトゥス　-
テゼ - 
テトスへの手紙 - テトラグラマトン - 
デミウルゴス - テモテ -
テルトゥリアヌス - 
典院 - 天国 - 天使 - 天正遣欧少年使節 - 天地創造 - 天父受苦説 - テンプル騎士団 - 典礼 - 典礼論争

### と
ドイツ騎士団 - ドイツ神学 - 東方教会 - 東方諸教会 - 東方典礼カトリック教会 - 東西教会の分裂 - 統一教会 - ドゥンス・スコトゥス - 独立正教会 - ドチリナ・キリシタン - トマス (使徒) - トマス派 - トマスによる福音書 - トマス・アクィナス - トマス・ア・ケンピス - トマス・ベケット - トマス・ミュンツアー - トマス・モア - ドミニコ会 - 
トーラー - トリエント公会議 - トリニティ - ドルト信仰基準 - ドルトレヒト会議

## な行

### な
ナイジェリア聖公会 - 
ナグ・ハマディ写本 - 
ナザレ - ナジアンゾスのグレゴリオス - ナジル人 - 
七つの大罪

### に
ニカイア・コンスタンティノポリス信条 - ニケア以前教父選集 - 
ニケア教父とニケア後教父選集 - ニコラウス・クザーヌス - 
日本基督教団 - 日本ハリストス正教会 - 日本聖公会 - 日本聖書協会 - 
日本二十六聖人 -
ニュッサのグレゴリオス -

### ぬ
ヌース - 

### ね
ネオプラトニズム - ネストリウス派 - ネストリオス - 熱心党 - ネプシス - ネロ -

### の
ノア - ノアの方舟 - ノリッジのジュリアン - ノートルダム大聖堂 (パリ) -

## は行

### は
バアル - パウロ - パウロ書簡 - 
梯子のヨハネ - バシレイオス - パスハ - ハスモン朝 -
バチカン - 八端十字架 - 伴天連 -バテレン追放令 - 
パニヒダ -
ハバクク書 - バビロン捕囚 - バプテスト教会 - バプテスマ - パリ外国宣教会　- 
パリサイ人 - ハリストス - バル・ヘブラエウス - ハルマゲドン -  パレスチナ - ハレルヤ - ハロウィン - 
万聖節 - 晩祷 (正教会) - 万物更新説 -

### ひ
ヒエロニムス - ピエール・アベラール - 
ビザンティン帝国 - 非カルケドン派正教会 - 秘跡 - 否定神学 - 
ピューリタン - ピルグリム・ファーザーズ - ヒルデガルト・フォン・ビンゲン -

### ふ
ファリサイ派 -ファウスト - フィレモンへの手紙 - フィロカリア - フォティオス -
福音 - 福音記者 - 福音書 - 福音派 - 福音宣布協会 - 福者 -
不思議のメダイ -
府主教 -
フス派 - 
復活 - 復活祭 - 復活大祭 - 葡萄十字 - 
普遍救済論 -
踏絵 - フミリアティ - 
フランシスコ会 - フランシスコ・ザビエル - プレスター・ジョン - プロテスタント - プロティノス - ブルガリア正教会 - 
文献批判 - 文語訳聖書

### へ
ベギン派 - ヘシカズム - ヘセド - 
ベツレヘム - ペトロ -
ベネディクトゥス - ベネディクト会 -
ヘブライ語 - 
ペラギウス主義 - ヘールト・フローテ - ベルゼブブ - ヘレニスト - ヘロデ・アンティパス - ヘロデ大王 - 辺獄 - 
ペンテコステ - ペンテコステ運動 - ヘンリク・デンツィンガー -

### ほ
放蕩息子のたとえ話 - ホーリネス運動 - 
ボゴミル派 - 牧師 - 
輔祭 -
牧会書簡 - 
ボナヴェントゥラ - 
ホモウシオス - 
ポロキメン

## ま行

### ま
マイスター・エックハルト - マイモニデス - 埋葬式 - 
マカバイ記 - マカバイ戦争 - マギ - マグダラのマリア - 幕屋 - マケドニア正教会 - 
マザー・テレサ - 魔女 - 魔女狩り - マズダク教 - マソラ -
マタイ - マタイによる福音書 - マタイ受難曲 - 末日聖徒イエス・キリスト教会 - マーティン・ルーサー・キング - 
マニ教 - 
マリア - マリア神学 - マリア会 - マルキオン - マルコ - マルコによる福音書 - マルタ騎士団 - マルティン・ルター - マロン典礼カトリック教会 - マンダ派

### み
ミカエル - ミケランジェロ - 御子 - ミサ - ミサ曲 - ミサ・ソレムニス - ミッションスクール - ミトラ教 - ミトラ (司教冠) - ミトラ (宝冠) - ミラのニコラオス - ミラノ勅令 - ミルトン - 民数記 - 御名 - 御国 -

### む
無教会主義 - 無原罪の御宿り - 無神論 - 無名のキリスト者 - ムラトリ断片 -

### め
名誉革命 - メイフラワー号 - 恵の座 - メサイア - メシア -  メシアニック・ジュダイズム - メソジスト - メノナイト派 - メメント・モリ - メルキゼデク - 免罪符

### も
モーセ - モーセ五書 - モーセの十戒 - 黙示 - 黙想 - モナルキア主義 - モプスエスティアのテオドロス - モラヴィア兄弟団 - モルモン教 - モン・サン・ミッシェル　- モンタノス派 - モンテ・カッシーノ

## や行

### や
ヤコブ - ヤコブの手紙 -ヤコブ派 - ヤハヴェ - ヤムニア会議 - ヤンセニズム - ヤン・フス

### ゆ
唯一神 - 唯一神教 - ユグノー - ユスティノス - ユダの手紙 - ユダヤ - ユダヤ教 - ユダヤ人キリスト教徒 - ユダヤ人 - ユダヤ戦争 - ユニアット教会 -

### よ
ヨアンネス・クリマコス - 佯狂者 - 幼児洗礼 - 養子的キリスト論 - 様態論 - 
善きサマリア人のたとえ - 預言者 - ヨセフ - 予定説 - 洗礼者ヨハネ - 使徒ヨハネ - ヨハネス・クリュソストモス - ヨハネス・ドゥンス・スコトゥス - ヨハネによる福音書 - ヨハネの黙示録 -

## ら行

### ら
ラテン語 - ラテン帝国 - ラテン・アヴェロエス派 - ラバルム - ランベンス四綱領 -

### り
理神論 - 律法 - リベラル神学 - 流出説 -両性説 - リリス -

### る
ルイス・デ・グラナダ - ルーマニア正教会 - ルカによる福音書 - ルター聖書 - ルドルフ・オットー - ルドルフ・カール・ブルトマン - ルルド -

### れ
霊性 - 礼典 - 霊名日 - レクイエム - レコンキスタ - 列聖 - 列福 - 煉獄 - 廉施者 -連祷 -

### ろ
ローマ教皇（ローマ法王） - ロザリオ - ロシア正教会 - ロジャー・ベーコン - ロバート・グロステスト - ロラード派 - ロンギヌスの槍 -

## わ行
ヴァルド派

## 英数字
12使徒 - 26聖人の殉教 - 39箇条 - 666 - 7Q5 - 7つの大罪 - 70人訳聖書 -
INRI - LXX - Q資料 - XP - YHWH - YMCA -YWCA - WACC -

## 一覧記事

### 教派・教会機構
- キリスト教諸教派の一覧
- 正教会の教会機構一覧
- 日本のプロテスタント教派一覧

### 人物
- 聖書の登場人物のリスト
- 聖者の一覧
- 守護聖人
- 神学者の一覧
- ローマ教皇の一覧
- コンスタンディヌーポリ総主教（コンスタンティノープル総主教）の一覧
- 日本のキリシタン一覧

### 地名・建物・施設の一覧
- 聖書に登場する地名一覧
- 修道院の一覧
- 大聖堂の一覧

### その他キリスト教関連の一覧
- 天使の一覧
- キリスト教異端の一覧

### その他宗教関連の一覧
- 宗教一覧
- イスラーム用語一覧
- 仏教用語一覧